# Otaku

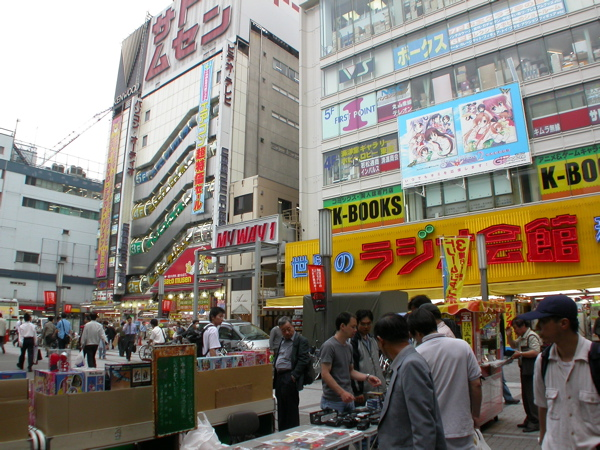
Akihabara to jedno z głównych miejsc spotkań otaku w Japonii

Otaku (jap. おたく lub オタク) – fan japońskiej popkultury, głównie anime, mangi i gier komputerowych w tym stylu. Termin stosowany głównie przez środowiska miłośników japońskiej popkultury jako określenie miłośnika takowej.

## Znaczenie słowaotakuw Japonii i poza nią
W Japonii oraz Korei Południowej słowo otaku ma negatywne znaczenie, oznacza osobę, która poświęca całe życie swojemu hobby w sposób obsesyjny, zazwyczaj mandze i anime. Do negatywnego postrzegania tego terminu przyczyniła się postać mordercy Tsutomu Miyazaki, tzw. "Mordercy-Otaku". Obecnie jednak zaczyna się to zmieniać i odnosi się do osób głęboko zainteresowanych konkretną dziedziną.
Podobnie jak w Japonii, na świecie słowo to ma mieszane znaczenie. Badania w USA i w Polsce pokazują, że część fanów anime i mangi nie chce być określana jako otaku, ponieważ kojarza oni to słowo z nadmierną obsesją i szaleństwem.

## Otaku w popkulturze
Wizerunek japońskich otaku został przedstawiony m.in. w anime i mangach takich jak Otaku no video (1992), będącym swego rodzaju paradokumentem, NHK ni yōkoso! (2006), Genshiken (2004), Densha Otoko czy Lucky Star (2007) i Nogizaka Haruka no Himitsu (2008). W równie szyderczy sposób otaku przedstawił zespół E-Rotic w piosence Manga Maniac.

## Otaku jako subkultura
W Japonii otaku można uznać za osobną subkulturę – mają oni swoje miejsca spotkań (najbardziej znanym z nich jest tokijska dzielnica Akihabara), żargon itp. Wielu z nich tworzy dōjinshi, a niektórzy zaczynają później tworzyć własne mangi i anime. Założyciele Gainaksu, jednego z najbardziej znanych i poważanych japońskich studiów animacyjnych, wywodzą się właśnie z kręgu miłośników komiksu i animacji, a ich pierwszym sukcesem była krótka animacja stworzona na potrzeby 20. dorocznego Nihon SF Taikai (Narodowego Japońskiego Konwentu Science-Fiction), szerzej znanego jako Daicon III (taką samą nazwę nosi również rzeczona animacja).